# Grimes (Iowa)
Pour les articles homonymes, voir Grimes.
Grimes est une ville des comtés de Dallas et Polk, en Iowa, aux États-Unis. Elle est incorporée le 7 mai 1894. La ville est baptisée en la mémoire de James W. Grimes (en) , sénateur des États-Unis et 3e gouverneur de l'Iowa.

## Personnalités liées à Grimes
- Inez Scott Ryberg (1901-1980), archéologue américaine, y est née.

## Source de la traduction
- (en) Cet article est partiellement ou en totalité issu de l’article de Wikipédia en anglais intitulé « Grimes, Iowa » (voir la liste des auteurs).